# Linia kolejowa Petersburg – Kotły
Linia kolejowa Petersburg – Kotły – linia kolejowa w Rosji łącząca petersburski Dworzec Bałtycki ze stacją Kotły. Zarządzana jest przez region petersbursko-witebski Kolei Październikowej (część Kolei Rosyjskich). 
Linia położona jest w Petersburgu i w obwodzie leningradzkim. Jest zelektryfikowana na odcinku Dworzec Bałtycki – Kaliszcze. Fragment Dworzec Bałtycki – Oranienbaum jest dwutorowy, pozostała cześć linii jest jednotorowa.

## Historia
Linia z Dworca Bałtyckiego do Oranienbaumu zbudowana została w XIX w., natomiast jej pozostała cześć w czasach sowieckich. Początkowo leżała w Imperium Rosyjskim, następnie w Związku Sowieckim. Od 1991 znajduje się w granicach Rosji.